# کماندوی فضایی
کماندوی فضایی (به انگلیسی: Suburban Commando) یک فیلم سینمایی کمدی و علمی تخیلی آمریکایی محصول سال ۱۹۹۱ با بازی هالک هوگان، کریستوفر لوید و شلی دووال است.
برت کندی فیلم را براساس فیلمنامه‌ای از فرانک کاپلو کارگردانی کرد.

## باکس آفیس
این فیلم با فروش ۱٫۹ میلیون دلار افتتاح شد. به‌طور کلی، فروش فیلم در آمریکا ۸٬۰۰۲٬۳۶۱ دلار بود. این فیلم با بودجه ۱۱ میلیون دلاری یک شکست تجاری داشت.